# Szeretve mind a vérpadig
A Szeretve mind a vérpadig Jókai Mór 1882-ben megjelent történelmi regénye. A mű a Rákóczi-szabadságharc idején játszódik, és Ocskay László életét dolgozza fel, valamint a korszak számos más fontos történelmi személyei is felbukkannak benne.

## Történet
|  | Alább a cselekmény részletei következnek! |

Nemzetes Tisza Istvánné nagyasszony egyetlen leányát, a még elég fiatal Ilonkát akarja férjhez adni, 1698-ban. Míg a lakodalomra készülnek, akkor érkezik egy szolga a hírrel az asszonyhoz, hogy egyetlen fiát, Tisza Gábort megölték párbajban. Az asszony titokban tartja ezt lánya előtt, hogy ne szegje kedvét. Az esküvő napján, mikor a vőlegényt várják, az már csak holtan érkezik, mert a labancok rajtaütöttek az esküvői meneten. Ilonka a kettős veszteségből csak a bátyját siratja, mivel a házasság nem az ő választása lett volna.
Megkezdődik a szabadságharc. Rákóczi oldalán tűnik föl egy ifjú hadnagy, Ocskay László, aki sorra nyeri a csatákat, foglalja el a várakat, és országszerte híressé teszik tettei.
|  | Itt a vége a cselekmény részletezésének! |

## Feldolgozások

### Képregény
Szeretve mind a vérpadig címmel Cs. Horváth Tibor forgatókönyvéből, Sebők Imre rajzaival 1964-ben a Népszavában 1976-ban a Pesti Műsorban képregény jelent meg. 1986-ban a Kockás, később a Füles is közölte. Fazekas Attila saját kiadású képregényújságjában, a Botond a 18. számában 2011-ben újra megjelent a Jókai-regény feldolgozása.